# ノートン・サウンド (ミサイル実験艦)
ノートン・サウンド (USS Norton Sound, AV-11/AVM-1) は、アメリカ海軍の水上機母艦。カリタック級。艦名はアラスカ州西部のノートン湾に因む。

## 艦歴
「ノートン・サウンド」は1942年9月7日にカリフォルニア州サンペドロのロサンゼルス・シップビルディング・アンド・ドライドック社で起工した。1943年11月28日にアーネスト・ガンサー夫人（アーネスト・L・ガンサー少将の妻）によって命名、進水し、1945年1月8日に艦長ベン・スコット・カスター大佐の指揮下就役した。

### 第二次世界大戦
太平洋での整調後、「ノートン・サウンド」は2月26日にサンディエゴを出航し、ハワイの真珠湾に向かった。マーシャル・ギルバート水域で1945年3月半ばに訓練を行った後、4月1日にサイパンに到着し、水上機の支援任務に就く。
1945年5月1日に慶良間列島の阿嘉海峡に停泊。6月21日まで3つの敵航空機部隊の迎撃を支援した。1945年8月14日の深夜まで空襲警報が続いた。その8時間後に日本は降伏し、「ノートン・サウンド」は9月まで沖縄での航空作戦支援および維持作業に従事した。
その後は9月21日に長崎県の佐世保に移動し、1週間後沖縄に帰還した。10月1日には上海を訪問し、23日には青島を訪問、11月7日まで水上機の支援任務を行う。翌日上海に停泊し、1946年4月まで中国および日本の間で占領軍部隊と共に任務に従事した。
「ノートン・サウンド」は第二次世界大戦の戦功で2個の従軍星章を受章した。

### 戦後
「ノートン・サウンド」は1946年4月7日に東京湾を出航し、バージニア州ノーフォークに向かった。同地でのオーバーホール後、ノートン・サウンドは大西洋艦隊に合流した。その後は1947年10月まで東海岸での任務に従事し、続いてサンディエゴで太平洋艦隊に合流した。
その後、「ノートン・サウンド」はミサイル発射プラットフォームに改装される。1948年にフィラデルフィア海軍造船所で7ヶ月をかけて誘導ミサイルの発射設備および制御装置が装備された。
改装は1948年10月に完了し、「ノートン・サウンド」は新たな母港のカリフォルニア州ポートワイニミに向けて出航した。途中スカイフック気球の試験を実施。南カリフォルニアの沖合ではミサイル訓練プログラムを実施し、その年の晩秋に訓練ミサイルを発射、海軍の水上艦による誘導ミサイル運用の幕開けとなった。
1949年2月、ロングビーチ海軍造船所においてエアロビーロケット発射装置が装備された。「ノートン・サウンド」は南アメリカ沖の赤道海域において2基のエアロビーロケットを発射する。この発射により地球の放射帯に関する情報が得られることとなった。
1949年7月1日、「ノートン・サウンド」は科学計装パッケージを搭載し、ハワイ南方1,500マイルの磁気赤道に向かった。そこで17個のスカイフック気球および9個の小型気球クラスタによる実験を行う。
1950年2月にサンフランシスコ海軍造船所で「ノートン・サウンド」は改修が行われ、改修後5月11日にプロジェクト・リーチで5トンのヴァイキング・ロケットを発射した。このロケットは500ポンドの計装パッケージを搭載、高度171kmまで打ち上げ、宇宙線に関するデータを提供した。プロジェクト・リーチは「ノートン・サウンド」のミサイル・プラットフォームとしての第一段階を締めくくった。

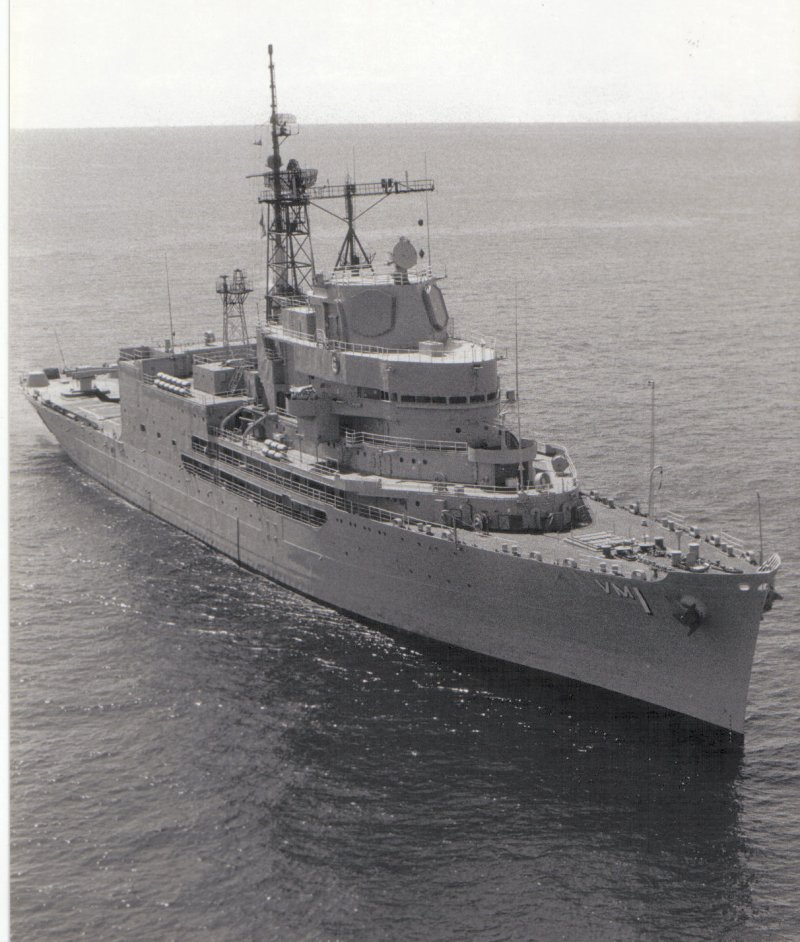
イージス・システムの試験に従事する「ノートン・サウンド」

1950年の秋に「ノートン・サウンド」はサンフランシスコ海軍造船所で4ヶ月のオーバーホールを受けることとなった。新型のテリアミサイル発射装置および誘導システムが装備され、「ノートン・サウンド」は1951年8月8日に AVM-1 （ミサイル実験艦）に艦種変更された。これは1955年までに行われた3度の大規模改装の1回目であった。テリアおよびターターミサイルの発射実験は1958年まで続けられた。
1958年、「ノートン・サウンド」はアーガス作戦に参加した。フォークランド諸島の南から「ノートン・サウンド」は1.7キロトンの核出力を持つW25核弾頭を搭載したX-17ミサイル3基を大気圏上空に打ち上げた。爆発は160〜750kmの高度で爆発し、その様子はエクスプローラー4衛星および計測装置を取り付けたロケットによって計測された。そのデータの分析はヴァン・アレン帯の発見に貢献した。
「ノートン・サウンド」は1959年6月にサンディエゴに帰還し、テリアおよびターターミサイルの発射試験を再開した。これらの試験は1962年6月まで継続された。その後「ノートン・サウンド」はノーフォークに向かい、同地で1962年8月10日に退役した。
「ノートン・サウンド」は1962年11月にメリーランド州ボルチモアに牽引され、タイフォン・システムが装備された。これには AN/SPG-59 レーダーも含まれた。作業は1964年初めに完了し、「ノートン・サウンド」は、1964年6月20日に新型兵器の研究目的で再就役した。
ボルチモアを母港として「ノートン・サウンド」はチェサピーク湾で数ヶ月間、タイフォンシステムの評価を行った。その後1965年7月にカリフォルニア州ポートワイニミに配属される。「ノートン・サウンド」の任務は増え、シースパロー・ミサイルの評価試験が追加された。「ノートン・サウンド」は1965年9月13日に最初のシースパローを発射した。
1966年7月15日から3ヶ月間、ロングビーチ海軍造船所で改修が行われ、全てのタイフォンシステムが撤去された。続く2年に渡って「ノートン・サウンド」は様々なミサイル対抗装置の評価試験を行う。また、ECM装置の試験も行い、新型ジャイロスコープの試験も行った。
「ノートン・サウンド」は定期オーバーホールのためロングビーチ海軍造船所に1968年6月13日に入渠した。改修作業では軽量化された新型の54口径5インチ砲および管制装置が試験のため装着された。1969年には太平洋艦隊と共に試験評価任務を継続した。
1973年、「ノートン・サウンド」はイージスシステムが装備された最初の艦となった。これは後にアメリカ海軍の巡洋艦および駆逐艦に装備される主力戦闘システムとなった。
1981年の春、ミシシッピ州パスカグーラのインガルス造船所において垂直発射システムの先行生産型が装備された。続く2年間にわたって「ノートン・サウンド」は同システムの大規模な試験を行う。「ノートン・サウンド」は後にタイコンデロガ級ミサイル巡洋艦に搭載されたイージスシステムの唯一の海上試験プラットフォームであった。1983年の夏は発展型垂直発射システムが装備され、その後は退役まで同システムの試験に従事する。
「ノートン・サウンド」は1986年12月11日に退役し、1987年1月26日に除籍された。1988年10月20日に運輸省海事局国防予備船隊へ転籍し係留地で保管された。